# Glyphostoma rostrata
Glyphostoma rostrata é uma espécie de gastrópode do gênero Glyphostoma, pertencente a família Conidae.